# Peter Stuyvesant
Petrus Stuyvesant (hoogstwaarschijnlijk Peperga (Weststellingwerf), 1611 of 1612 – New York, 1672) was een Nederlands koloniaal bestuurder. Stuyvesant was vanaf 1645 directeur-generaal van de Nederlandse kolonie Nieuw-Nederland, totdat deze in 1664 werd veroverd door de Engelsen.

## Verwarring over naam en geboorteplaats
Er is vroeger foutief bericht dat Stuyvesant in 1592 of 1602 werd geboren in Scherpenzeel. Zijn vader (Balthazar Stuyvesant) werd echter pas tussen 1612 en 1619 predikant in het Friese Scherpenzeel en stond voordien in Peperga, zodat dit de geboorteplaats van Pieter moet zijn. Zijn moeder was Margaretha van Hardenstein (1575-1625). Haar grafsteen bevindt zich in de koepelkerk van Berlikum, waar Pieters vader van 1622-1634 predikant was. Pieter is dus tussen 1612 en 1619 naar Scherpenzeel verhuisd en heeft daar tot 1622 gewoond. In zijn vroege jeugd voerde Stuyvesant de voornaam Pieter, maar later latiniseerde hij die tot Petrus. In de 19e eeuw werd dit door Amerikaanse historici veramerikaanst tot Peter, een vorm die in de 17e eeuw nooit gebruikt is.

## Huwelijk
Op 8 augustus 1645 kregen Pieter Stuijvesant Directeur-Generaal van Nieuw-Nederland afkomstig van Stellingwerf en Judith Baijard afkomstig van Breda in Alphen vertoog om op 13 augustus in Breda te trouwen. Judith was de zus van zijn zwager Samuel Baijard, Frans-Schoolmeester in Alphen die op 21 oktober 1638 in Amsterdam getrouwd was met zijn zus Annetje Stuijvesant.

## Loopbaan

### Curaçao
Als domineeszoon werd Stuyvesant als Petrus Stuijfsande in 1629 ingeschreven aan de Universiteit van Franeker, maar hij nam in het begin van de jaren dertig dienst bij de West-Indische Compagnie. Vanaf 1639 was hij gestationeerd op Curaçao, van welke kolonie hij in 1643 directeur werd. In die hoedanigheid voerde hij het bevel over de zogenaamde 'ABC-eilanden': Aruba, Bonaire en Curaçao. Hij verloor een been tijdens een gevecht tegen de Spanjaarden op Sint Maarten en droeg voor het grootste deel van zijn volwassen leven een houten been.

### Nieuw-Amsterdam

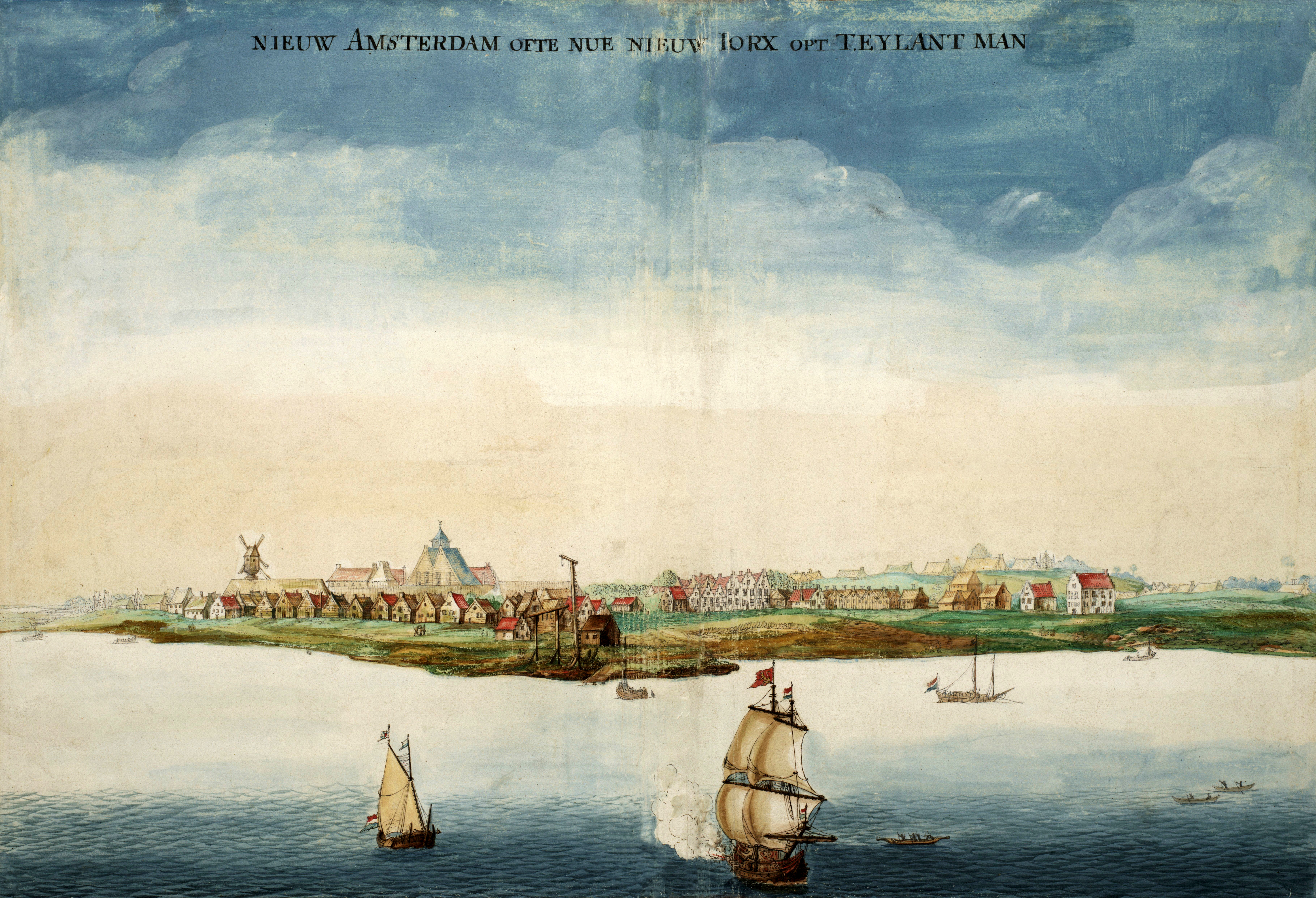
Nieuw-Amsterdam ('Nieuw Iorx') in 1664, ten tijde van Stuyvesants vertrek

In 1645 werd Peter Stuyvesant verkozen om in Nieuw-Amsterdam de vorige gouverneur (Willem Kieft) te vervangen. Hij slaagde erin de stad te beschermen tegen aanvallen van indianen en het gebied uit te breiden, onder meer met land dat bekendstond als Nieuw-Zweden. Onder zijn strenge regime heerste er geen volledige godsdienstvrijheid. Hij kwam in aanvaring met de quakers nadat hij hun jeugdige predikant Robert Hodgson publiekelijk een lijfstraf had opgelegd. Daarna vaardigde hij een decreet uit dat eenieder die onderdak verschafte aan quakers beboet en bestraft kon worden. Dit leidde tot protesten van de inwoners van Flushing (Vlissingen) in Queens. Hun protest staat bekend als de Remonstrantie van Vlissingen en was volgens sommigen een belangrijke voorloper van de grondwettelijke godsdienstvrijheid in de VS. Ook joodse immigranten onthield hij rechten. Er woonden al joden met Amsterdamse paspoorten in Nieuw-Amsterdam toen een volgende groep joden uit Brazilië arriveerde, die geen identiteitspapieren bezat. Door de WIC werd Stuyvesant gedwongen hen toe te laten, maar hij stond hun niet toe een synagoge te bouwen.
In 1664 zond de Engelse koning Karel II een vloot van vier schepen met 450 manschappen naar Nieuw-Amsterdam, die de overgave aan Engeland eisten. De WIC eiste dat Stuyvesant zich zou overgeven omdat men bang was dat de Engelse koning Karel II anders tegen Holland in het harnas zou jagen en dus tekende Stuyvesant voor de overgave op 24 september 1664. De inwoners van de stad, die New York ging heten, werd vrijheid van godsdienst gegarandeerd. Dit droeg bij aan het uitbreken van de Tweede Engels-Nederlandse Oorlog in 1665.

## Vernoemd
- De New Yorkse straat Stuyvesant Street in Manhattan is naar hem vernoemd en is een van de oudste straten van de stad. Ongeveer 200 meter van deze straat bevindt zich het stadspark Stuyvesant Square. Ook twee New Yorkse scholen (Stuyvesant High School en Stuyvesant Middle School) zijn naar hem vernoemd. Bovendien draagt het hedendaagse sociale woningcomplex op de plek waar zijn voormalige boerderij (bouwerij) stond in Manhattan de naam "Stuyvesant Town". In het New Yorkse stadsdeel Brooklyn ontleent de wijk Bedford-Stuyvesant haar naam aan de wijk "Stuyvesant Heights".
- Op Curaçao was Peter Stuyvesant College naar hem vernoemd. In maart 2011 werd dit hernoemd naar Alejandro 'Jandi' Paula.
- In onder meer Leeuwarden, Amsterdam, Santpoort, Haarlem, Amersfoort en Spanga zijn straten naar hem vernoemd, in Den Haag een straat en plein.
- Peter Stuyvesant is ook een sigarettenmerk van Reemtsma in Hamburg, Duits dochterbedrijf van de Imperial Tobacco Group (ITG).
- Stuyvesant is hoofdpersoon in de Suske en Wiske-strip De stugge Stuyvesant. Hierin wordt hij naar onze eigen tijd gehaald en wil hij opnieuw de macht over New York in handen krijgen.
- Pieter Stuyvesantkerk in Peperga.

## Monumenten
Een replica van de grafsteen van Stuyvesant is nog steeds te zien in de muur van St. Mark's in-the-Bowery te New York (Manhattan), waar ook een borstbeeld van hem staat.

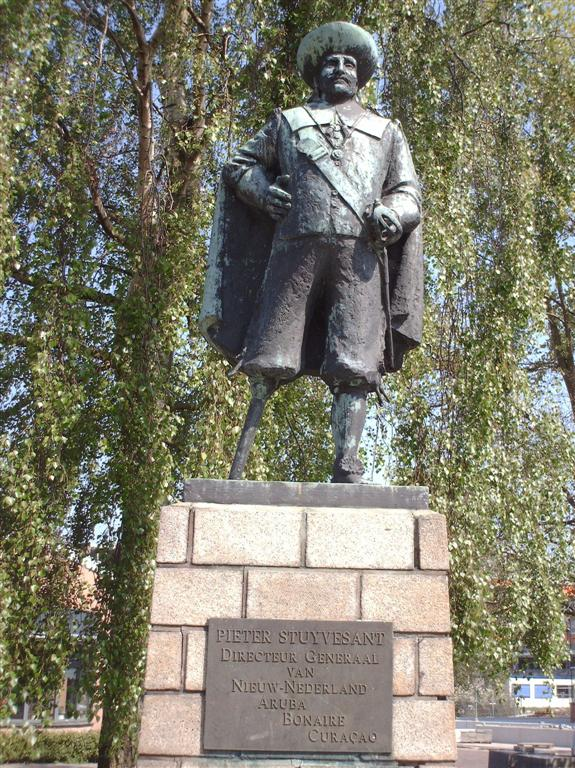
Monument in Wolvega
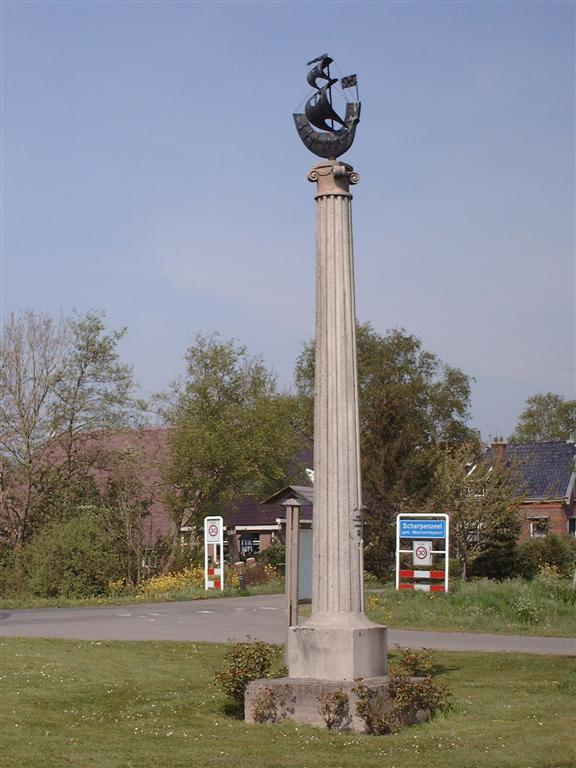
Monument bij Scherpenzeel
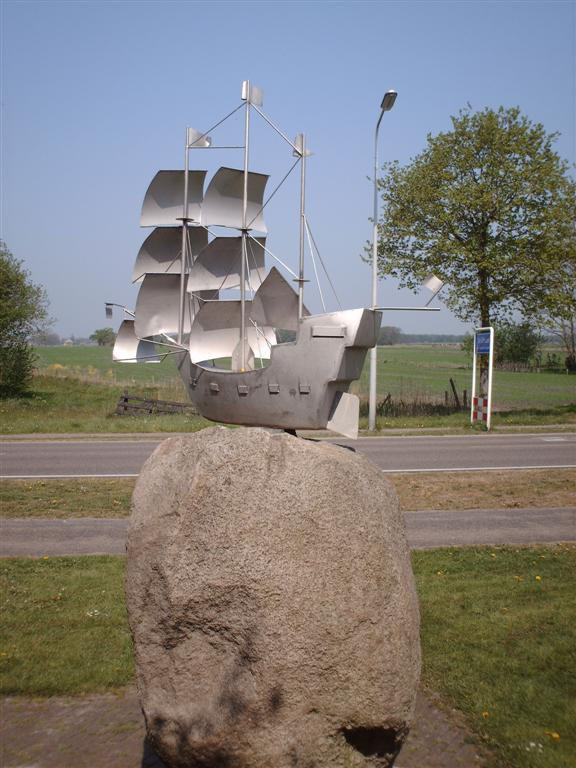
Monument in Peperga
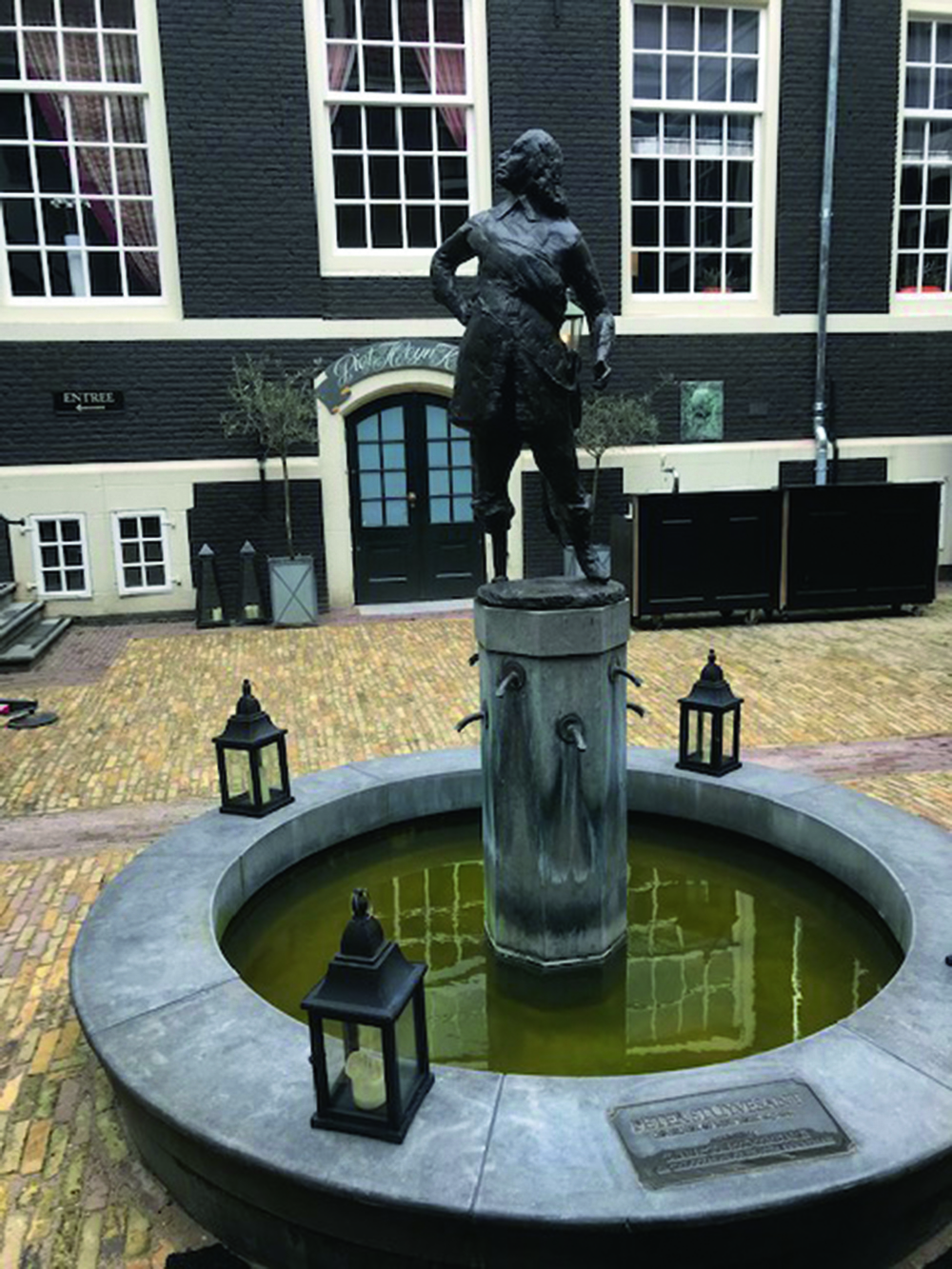
Binnenplaats West-Indisch Huis (Amsterdam)
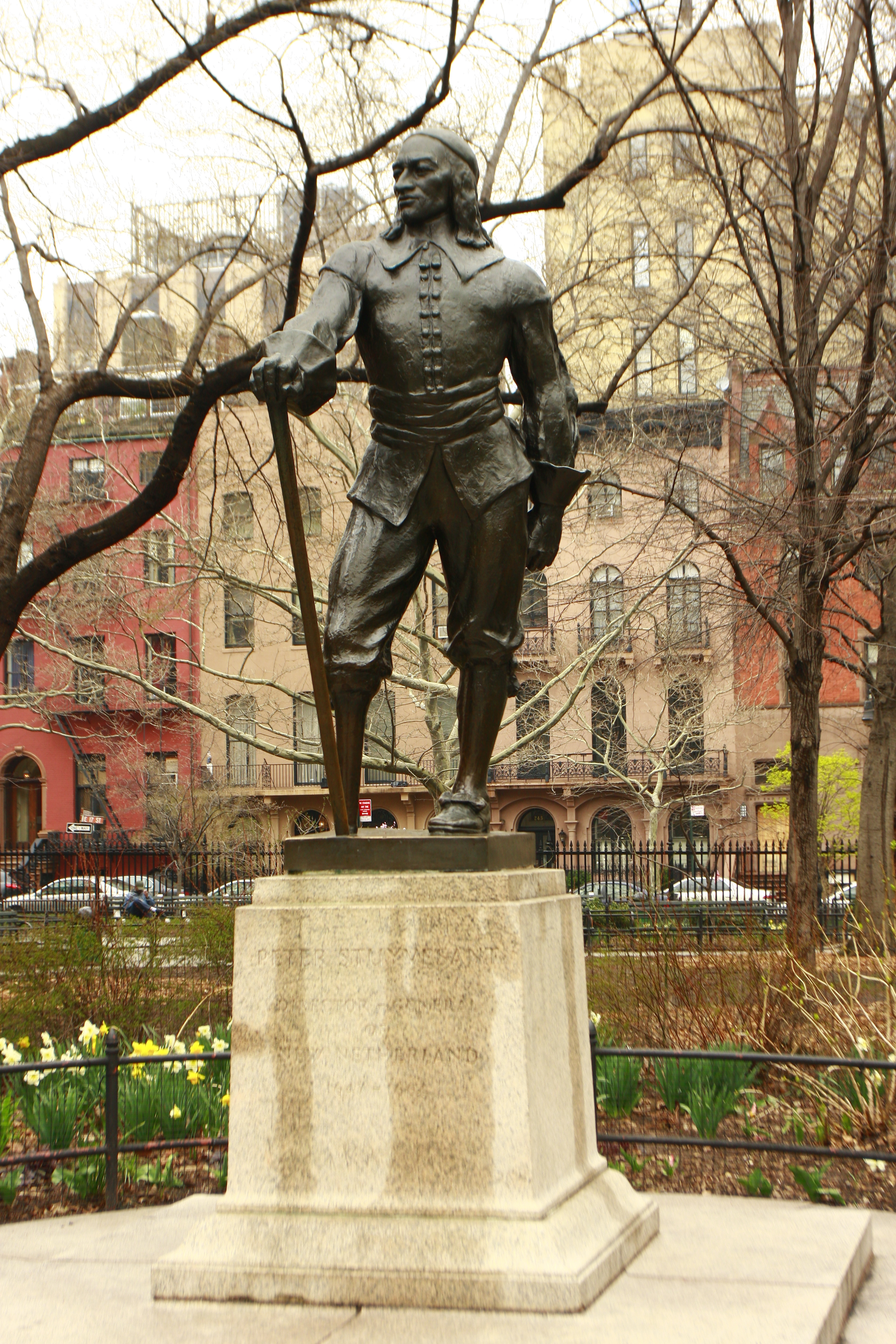
Standbeeld op Stuyvesant Square, New York
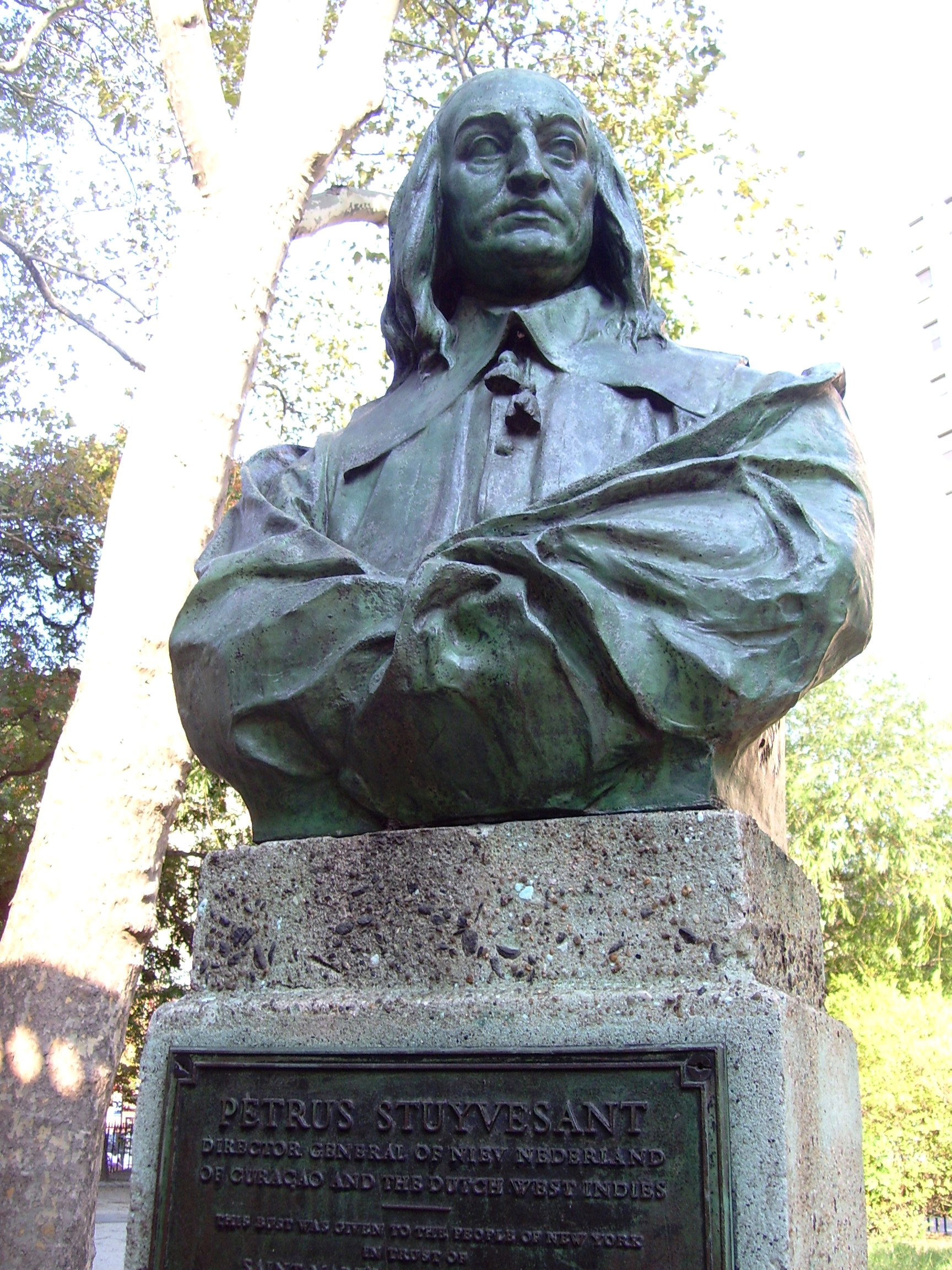
Borstbeeld in New York voor de St. Mark's Church in-the-Bowery gemaakt door Toon Dupuis.
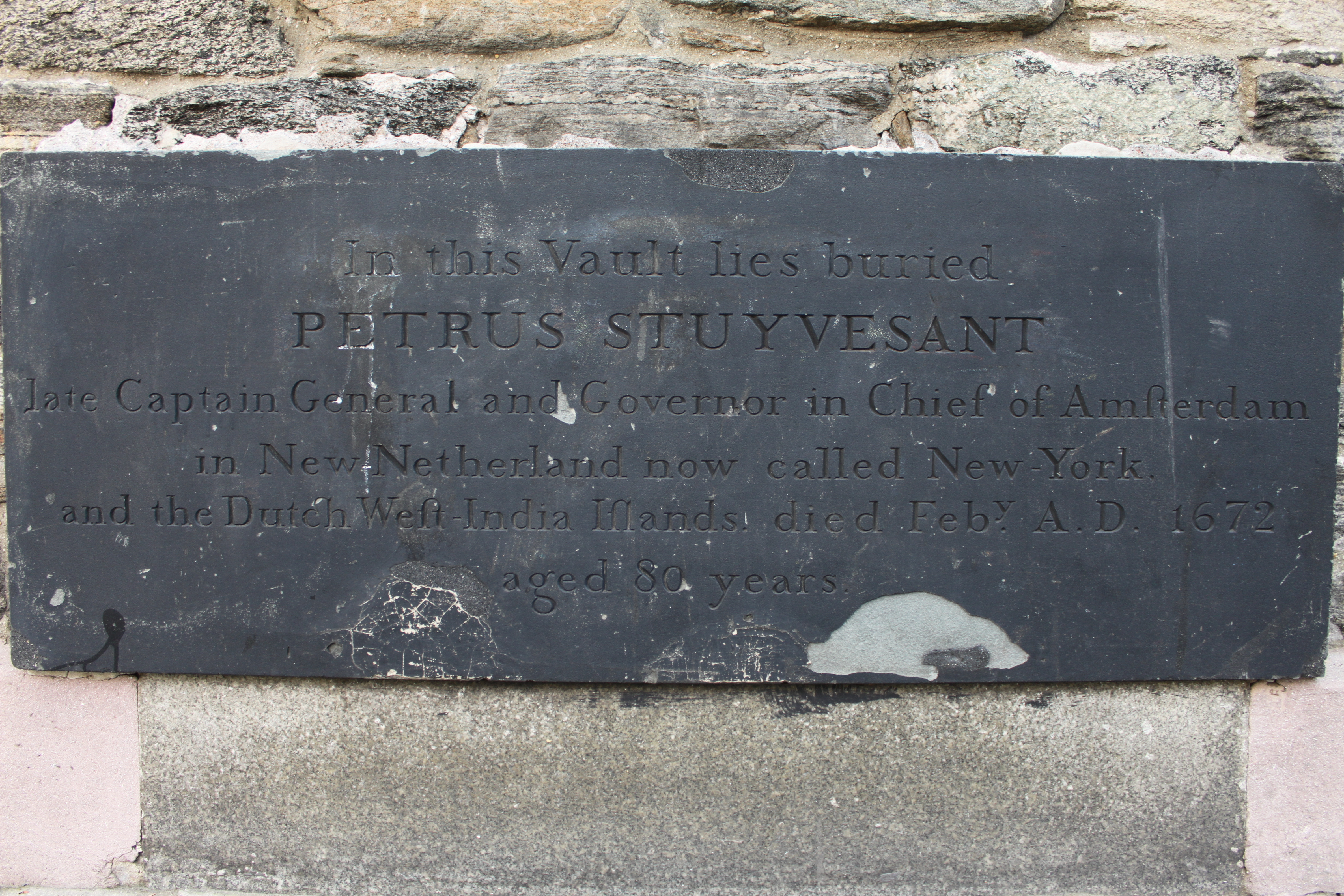
Peter Stuyvesant gedenksteen op St. Mark's Church, New York
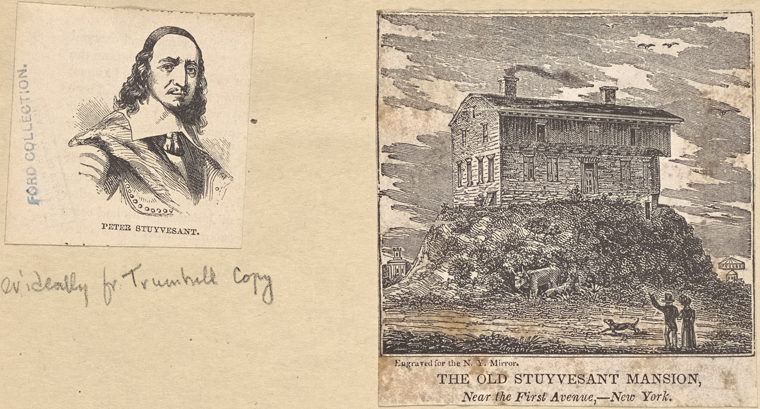
Het huis van Stuyvesant bij "First avenue"
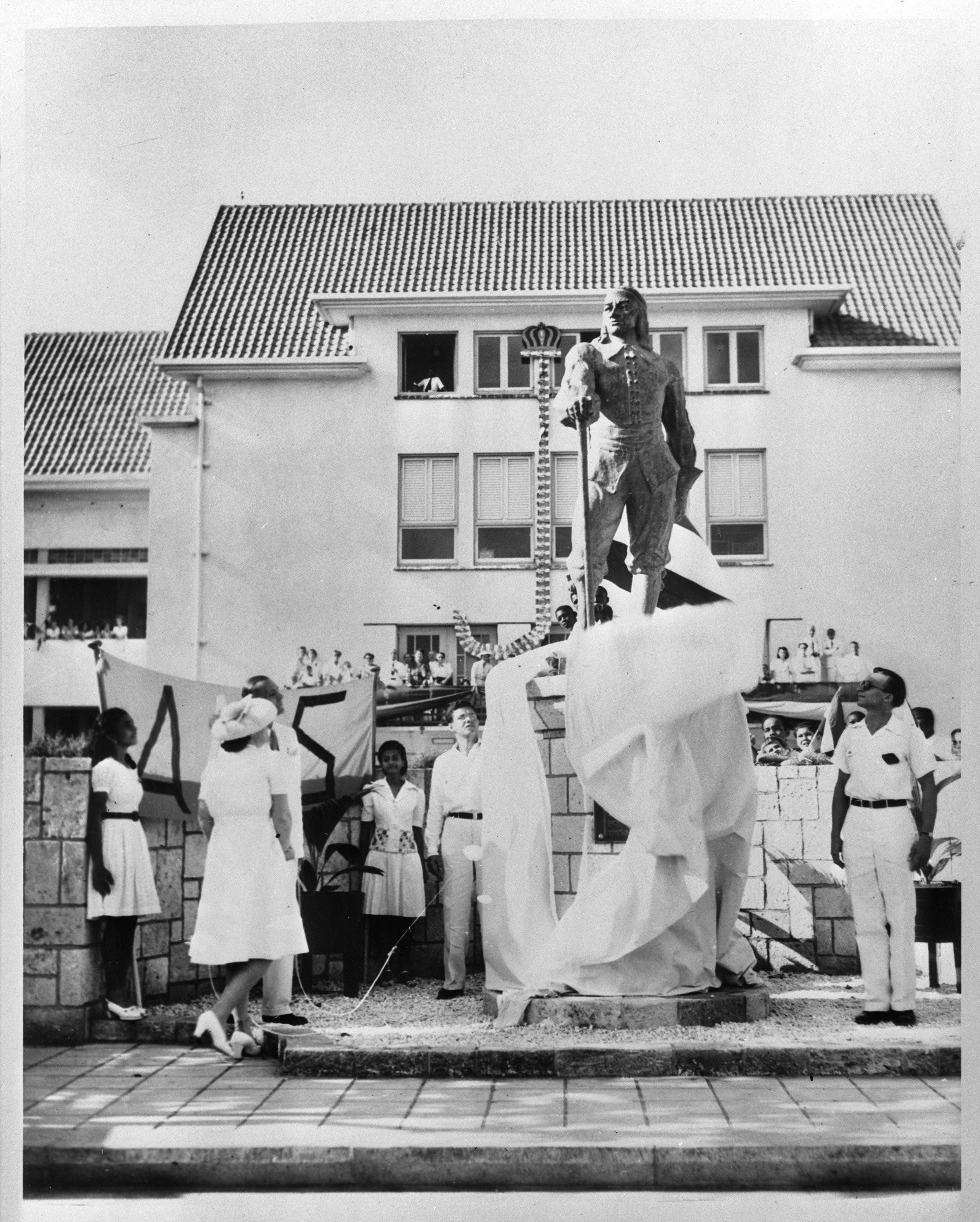
Onthulling standbeeld voor het Peter Stuyvesant College in Curaçao door prinses Juliana (1944)

## Fictie
- Danielle Hermans, De Man van Manhattan. Literaire Thriller. Bruna, 2010. ISBN 9044962655